# Shachibato! President, It's Time for Battle!
Shachibato! President, It's Time for Battle! (社長、バトルの時間です！?, Shachō, Batoru no jikan desu!, lett. "Presidente, è tempo di battaglia!") è un videogioco di ruolo online gratuito creato da Kadokawa, Deluxe Games e Preapp Partners. È stato pubblicato in Giappone il 17 ottobre 2019 per dispositivi Android e iOS. Un adattamento anime di C2C è andato in onda dal 5 aprile al 28 giugno 2020. Il gioco è terminato il 31 ottobre 2020.

## Personaggi
Minato (ミナト?)
Doppiato da: Shun Horie
Il nuovo presidente della Kibou Company nonché il protagonista.
Yutoria (ユトリア?)
Doppiata da: Kana Ichinose
La segretaria della Kibou Company nonché amica d'infanzia di Minato.
Akari (アカリ?)
Doppiata da: Azumi Waki
Un guerriero che lavora per la Kibou Company. È la sorella maggiore di Makoto.
Makoto (マコト?)
Doppiato da: Yoshino Aoyama
Un monaco e botanico che lavora per la Kibou Company. È il fratello minore di Akari.
Guide (ガイド?, Gaido)
Doppiata da: Yui Horie
Un dipendente di lunga data della Kibou Company che si occupa del lavoro d'ufficio. Fa parte dell'azienda da quando è stata fondata 15 anni fa dal padre di Minato.
Rivar (ライバー?, Raibā)
Doppiato da: Taku Yashiro
Presidente della startup Cyedge. Sebbene sia lui stesso un abile avventuriero, la sua arroganza spesso lo mette nei guai.
Valmi (ヴァル美?, Varumi)
Doppiata da: Sumire Uesaka
Una dipendente della Cyedge.
Subaru (スバル?)
Doppiato da: Himika Akaneya
Un cavaliere che lavora per Imperial, una delle migliori compagnie al mondo.
Marika (マリカ?, Marika)
Doppiata da: Minami Takahashi
Una maga geniale autoproclamata che nel corso della storia diventerà un nuovo dipendente della Kibou Company.
Mineko (ミネ子?, Mineko)
Doppiata da: Akane Fujita
Un maju in grado di parlare il linguaggio umano che diventerà una dipendente della Kibou Company dato che è stata emarginata dalla sua tribù. Questo dopo essere stata reclutata da Makoto.
Dea (女神?)
Doppiata da: Mai Nakahara

## Media

### Light novel
Un adattamento in formato light novel dal titolo Shachō, Battle no jikan desu! 〜Kibou Company no to aru 1 nichi〜 (社長、バトルの時間です！〜キボウカンパニーのとある1日〜?, Shachō, Batoru no jikan desu! 〜Kibou Kanpanī no to aru 1 nichi〜) viene serializzato dal volume 68 della rivista Dengeki Bunko Magazine di Kadokawa a partire dal 10 luglio 2019. I testi sono di Yusaku Igarashi mentre le illustrazioni di Kurone Mishima.

### Manga
Il franchise ha generato due diverse serie manga. La prima, Shachibato! 〜Shachō, Battle no jikan desu!〜 (シャチバト！〜社長、バトルの時間です！〜?, Shachibato! 〜Shachō, Batoru no jikan desu!〜), è stata illustrata da Yuuki. e serializzata dal 30 agosto 2019 al 22 maggio 2020 sulla rivista online Shōnen Ace Plus sul sito web ComicWalker. I capitoli sono stati raccolti in un singolo volume tankōbon pubblicato il 26 giugno 2020. La seconda invece è Shachibato (kari), shachiponi! (シャチバト（仮）、しゃちぽに！?). Entrambe le opere sono state distribuite sulla pagina Twitter ufficiale.

### Anime
Un adattamento di una serie televisiva anime è stato annunciato il 1º dicembre 2019. La serie è animata da C2C e diretta da Hiroki Ikeshita, con Kenta Ihara che si occupa della composizione della serie, Keisuke Watanabe che disegna i personaggi e Yukari Hashimoto che compone la musica della serie. Azumi Waki esegue la sigla di apertura "Hurry Love", mentre Kana Ichinose esegue la sigla finale "Oyasumi" (おやすみ?, Buonanotte). È andato in onda dal 5 aprile al 28 giugno 2020. L'episodio 11 doveva essere trasmesso originariamente il 14 giugno 2020, ma era stato posticipato una settimana dopo al 21 giugno 2020 a causa di problemi di produzione.

#### Episodi
| Nº | Titolo italiano Giapponese 「Kanji」 - Rōmaji                     | In onda        | In onda |
| Nº | Titolo italiano Giapponese 「Kanji」 - Rōmaji                     | Giapponese     |         |
| 1  | Assunzione come presidente 「社長就任」 - Shachō shūnin           | 5 aprile 2020  |         |
| 2  | Eredità 「遺産相続」 - Isan sōzoku                                | 12 aprile 2020 |         |
| 3  | Concorso d'ordine 「受注コンペ」 - Juchū konpe                    | 19 aprile 2020 |         |
| 4  | Caccia al tesoro 「財宝探索」 - Zaihō tansaku                     | 26 aprile 2020 |         |
| 5  | Nuova impiegata 「新入社員」 - Shinnyū shain                      | 3 maggio 2020  |         |
| 6  | Obiettivi aziendali 「企業目標」 - Kigyō mokuhyō                  | 10 maggio 2020 |         |
| 7  | Rapporto intermedio 「中間決算」 - Chūkan kessan                  | 17 maggio 2020 |         |
| 8  | Nuove specie scoperte 「新種発見」 - Shinshu hakken               | 24 maggio 2020 |         |
| 9  | Cavaliere in armatura splendente 「白馬の騎士」 - Hakuba no kishi | 31 maggio 2020 |         |
| 10 | Guerriero aziendale 「企業戦士」 - Kigyō senshi                   | 7 giugno 2020  |         |
| 11 | Opportunità di business 「商機到来」 - Shōki tōrai                | 21 giugno 2020 |         |
| 12 | Moda gestionale 「経営理念」 - Keiei rinen                        | 28 giugno 2020 |         |